# Paolo Pancheri
Paolo Pancheri (Milano, 16 giugno 1938 – Roma, 10 agosto 2007) è stato uno psichiatra italiano, noto per i suoi molteplici contributi e le innovazioni nell'ambito della psichiatria italiana, già titolare della cattedra di psichiatria dell'Università La Sapienza di Roma.

## Biografia
(Hagop S. Akiskal)
Dopo la laurea in Medicina e Chirurgia, e la successiva specializzazione in neuropsichiatria a Roma, ha scelto poi come indirizzo la psichiatria, a cui si è dedicato per il resto della sua vita. Considerato uno dei padri della psichiatria biologica in Italia, Pancheri credeva fermamente in una psichiatria scientifica, basata sull'osservazione diretta e obiettiva. Dai viaggi fatti negli Stati Uniti negli anni sessanta e settanta, ha portato idee innovative nella psichiatria italiana, come la testistica più avanzata, il biofeedback, la psicosomatica scientifica, in particolare la ricerca sullo stress e discipline annesse come la psiconeuroendocrinologia e la psicoimmunologia, lo studio dell'effetto placebo e della sua biologia (per primo si è occupato della sua neuroendocrinologia) e, infine, la psicofarmacologia inserita in una prospettiva neurobiologica.
Professore ordinario di Psichiatria presso la Facoltà di Medicina e Chirurgia dell'Università di Roma La Sapienza, già primario del Servizio speciale di Medicina psicosomatica e psicofarmacologia, è stato Direttore della Scuola di specializzazione in Psichiatria, Presidente della Società Italiana di Psicopatologia (SOPSI) e della Fondazione Italiana per lo Studio della Schizofrenia (FIS), Direttore della Rivista di Psichiatria, New Trends in Clinical and Experimental Psychiatry e del Giornale Italiano di Psicopatologia.
Ricchissima la sua attività di promotore scientifico: è stato sostenitore di una medicina interdisciplinare integrata e si è interessato delle applicazioni dell'intelligenza artificiale in psichiatria. Ha portato in Italia il biofeedback e fondato la Società Italiana di Biofeedback. Ha curato, insieme a Saulo Sirigatti, la versione italiana del Minnesota Multiphasic Personality Inventory, 2ª edizione (MMPI-2) ed è stato autore dei software computerizzati MMPI-2 Panda e Rorschach-Pralp3. Ha fondato la Società Italiana di Medicina Comportamentale, la Fondazione Italiana per lo Studio della Schizofrenia (FIS) e la Società Italiana di Psicopatologia (SOPSI).
Autore di numerosissime pubblicazioni scientifiche, ha curato, insieme a Giovanni Battista Cassano, il monumentale Trattato Italiano di Psichiatria, edito da Masson, che intendeva coordinare l'opera dei professori italiani di psichiatria. Insieme allo stesso Cassano, a Romolo Rossi ed Enrico Smeraldi ha promosso fino alla sua morte incontri di aggiornamento tematico in psichiatria secondo un modello che prevedesse una maggiore interattività e partecipazione degli iscritti e che successivamente si è ampiamente imposto.

### Opere principali
- Manuale di psichiatria clinica, Roma, Bulzoni, 1974.
- Tecniche di automazione in psichiatria (curata assieme a G.B. Cassano, P. Castrogiovanni e M. Tansella), Roma, Il Pensiero Scientifico, 1974.
- Psychoneuroendocrinology in reproduction (con L. Carenza e L. Zichella), New York, Academic Press, 1978.
- La formazione dell'infermiere psichiatrico (con Emila Toffa), Pavia, La Goliardica, 1978.
- Psicologia e Psicosomatica dei tumori (con Massimo Biondi), Pavia, La Goliardica, 1978.
- Biofeedback: tecniche di autocontrollo in psichiatria, psicosomatica e medicina (a cura di), Roma, Bulzoni, 1979.
- La depressione: psicopatologia e psicosomatica (a cura di), Roma, Il Pensiero Scientifico, 1982.
- Lo stress in psichiatria e in psicosomatica (a cura di), Roma, Il Pensiero Scientifico, 1983.
- Stress, emozioni, malattia: introduzione alla medicina psicosomatica, Milano, Edizioni scientifiche e tecniche Mondadori, 1983.
- Psiconeuroendocrinologia (a cura di), Roma, Il Pensiero Scientifico, 1983.
- Endorphins, Neuroregulators and Behavior in Human Reproduction, (con L. Zichella, F. Fraioli, M. Biondi, G. Perrone, L. Carilli e A. Fabbri), New York, Elsevier, 1984.
- Terapia in medicina comportamentale (a cura di), Roma, Il Pensiero Scientifico, 1984.
- Trattato di medicina psicosomatica, Firenze, USES Edizioni Scientifiche, 1984.
- Stress e malattia: basi psicogenetiche ed effettori dei disturbi somatici, Milano, CE.D.RI.M., 1986.
- Stress, emozioni e cancro (curata con Massimo Biondi), Roma, Il Pensiero Scientifico, 1987.
- La diagnosi di schizofrenia (curata con Gian Carlo Reda e con la collaborazione di Massimo Biondi), Roma, Il Pensiero Scientifico, 1987.
- Psicosomatica dei disturbi cardiaci, a cura dell'Istituto E.W. Upjohn, Roma, Edizioni di Comunità, 1987.
- Trattato italiano di psichiatria (curato con G.B. Cassano), Milano, Masson, 1992; 1999.
- Uno su cento: storia infinita di una strana malattia (curata con Raffaella Romiti), Pisa, Pacini editore, 1992.
- La clinica dell'ansia (con Giovanni Battista Cassano e Luigi Ravizza, con il coordinamento scientifico di Massimo Biondi), Roma, Il Pensiero Scientifico, 1992.
- Ossessioni, compulsioni e continuum ossessivo (a cura di), Roma, Il Pensiero Scientifico, 1992.
- I disturbi d'ansia (con Giovanni Battista Cassano e Luigi Ravizza), Roma, Il Pensiero Scientifico, 1993.
- Il delirio (con Massimo Biondi), Roma, Il Pensiero Scientifico, 1994.
- Disturbi schizofrenici (a cura di), Milano, Masson, 1994.
- L'apatia: dimensioni psicopatologiche e pratica clinica (con Massimo Biondi), Roma, Il Pensiero Scientifico, 1995.
- MMPI-2: Minnesota multiphasic personality inventory-2: manuale, S.R. Hathaway, J.C. McKinley, edizione e adattamento italiano di Paolo Pancheri e Saulo Sirigatti, Firenze, O.S. Giunti, 1995.
- La coscienza e i suoi disturbi (con Massimo Biondi), Roma, Il Pensiero Scientifico, 1996.
- Depressione. Cento domande e cento risposte, Roma, Il Pensiero Scientifico, 1998.
- Demenza degenerativa primaria e disturbi depressivi (curata con Luigi Ravizza), Pisa, Pacini editore, 2000.
- Farmacoterapia Psichiatrica (a cura di), Milano, Masson, 2003.
- La depressione mascherata (a cura di), Milano, Masson, 2006.
- La schizofrenia (a cura di), Milano, Elsevier Masson, 2007.
- I fantasmi della libertà, a cura di Corinna Pancheri, Pisa, Pacini editore, 2011.